# Bencsics Márk
Bencsics Márk (Budapest, 1989. január 19. –) hétszeres magyar bajnok amerikaifutball-játékos, a Budapest Wolves és a magyar válogatott korábbi irányítója, emellett az Arena4 NFL-szakkommentátora.

## Pályafutása
2005-ben a Budapest Wolves II-ben kezdte meg a pályafutását, ahol egyszeres junior magyar bajnoki címet is szerzett, 2007-ben az osztrák DIV I junior döntő MVP-je lett. 2008-ban a Debrecen Gladiators ellen mutatkozott be az első csapatban, Lendvai Attila cseréjeként, majd a Győr Sharks ellen a csapat kezdője volt. 2008-ban és 2009-ben egyaránt veretlenül bajnoki címet nyerő Budapest Wolves csereirányítója volt.
2010-ben az újonnan megalakult Budapest Hurricanes csapatához szerződött, ahol az első évben nem játszottak hivatalos mérkőzést, 2011-ben a csapattal a magyar MAFL DIV II veretlen győztese, az osztrák AFBÖ DIV II győztese lett. 2012-től a Hungarian Football League játékosa, 2012-ben a Hurricanes csapatával ezüstérmes lett, miközben az osztrák II. divízióban szintén ezüstérmet szerzett. 8 passzolt és 4 futott touchdown-nal a HFL legeredményesebb irányítója lett. 2013-ban a HFL-t veretlenül megnyerték, a döntőben passzolt 2 és futott 1 TD-t, ezzel a döntő MVP-je lett. 17 passzolt és 5 futott touchdown-nal a szezon legeredményesebb irányítója lett. 2014-ben a csapat a HFL alapszakaszának 3. helyén zárt, így nem jutottak döntőbe, Bencsics viszont 21 passzolt és 5 futott touchdown-nal a szezon legeredményesebb irányítója lett.
A Hurricanes a szezon után megszűnt, Bencsics pedig visszatért a nevelőklubjához. 2015-ben a Hungarian Bowl ezüstérmeseként zárt, ám mivel az ellenfél a pozsonyi Bratislava Monarchs volt, így ez magyar bajnoki címet jelentett; emellett ebben az évben az osztrák AFBÖ DIV II győztese lett a Budapest Wolves-szal. A 2016-os szezonban Bencsics sérülésekkel küszködött, és a csapat sem remekelt, a HFL-ben 6. helyen zártak. Az osztrák DIV I-ben 4 győzelmet és 4 vereséget szereztek. A 2017-es szezonban 9 passzolt TD-vel az alapszakasz legeredményesebb irányítója lett, de a Wolves így is csak a 4. helyen végzett. A 2018-as szezonban 17 passzolt TD-vel ismét az alapszakasz legeredményesebb irányítója lett, a Wolves pedig 1. helyen jutott a rájátszásba, majd a Nyíregyháza Tigers-t legyőzve került a döntőbe. A XIII. Hungarian Bowl-on a Miskolc Steelers-t szoros mérkőzésen, 34-30-ra győzte le a Budapest Wolves és szerezte meg történelme 6. bajnoki címét. Bencsicset később megválasztották a 2018-as év legjobb játékosának.
2020-ban a Covid19 járvány következtében elmaradt a HFL, a megcsonkított Divízió I-es szezonban nem játszott. 2021-ben a Wolves irányítójaként újabb bajnoki címet szerzett. A 2022-es szezon elején komoly sérülést szenvedett, így csak két meccsen lépett pályára. 2023-ban visszatért és újabb bajnoki címhez segítette a Budapest Wolves csapatát. 2024 januárjában jelentette be visszavonulását.
3-as mezszámát a Budapest Wolves 2025 májusában visszavonultatta. A Magyar Amerikai Futball Szövetség 2025 júliusában beválasztotta a Hírességek Csarnokába.

### Válogatott
2015-ben az újonnan megalakult magyar válogatott kezdőirányítójaként mutatkozott be, eddig mind az 5 mérkőzésen a csapat kezdőirányítója volt. 2016-ban Lengyelország és 2017-ben Szlovákia ellen 3-3 touchdown-passzal a mérkőzések MVP-je lett. A 2018-ban megrendezett Three Nations Cup tornán Szlovákia elleni 61-0 arányú győzelem során 3 touchdownt, míg Csehország ellen 2 touchdownt dobott és nyerték meg a kupát. A 2019 és 2021 közti B-csoportos Európa-bajnokságot vezetésével veretlenül abszolválta a válogatott, mellyel a csapat feljutott az A-csoportba.
A 2022-es HFL-szezonban szerzett sérülése miatt abban az évben nem lépett pályára a válogatottban, ezt leszámítva 2023-ig a válogatott első számú irányítója volt. Válogatott mérlege 12 mérkőzés, 9 győzelem, 3 vereség.

## Edzősége
2008-2009-ben a Budapest Wolves juniorcsapatának edzője, 2010-től 2014-ig a Budapest Hurricanes Junior edzője, majd vezetőedzője, illetve a Hurricanes II csapat vezetőedzője volt.

## Televíziós szereplés
2009 óta Sport TV majd az Arena4 NFL-szakkommentátora, valamint 2019-ig a Trash Talk című műsor állandó résztvevője. A 2017-ben indult 4th and long podcast társ-házigazdája.